# Federbalgzyste

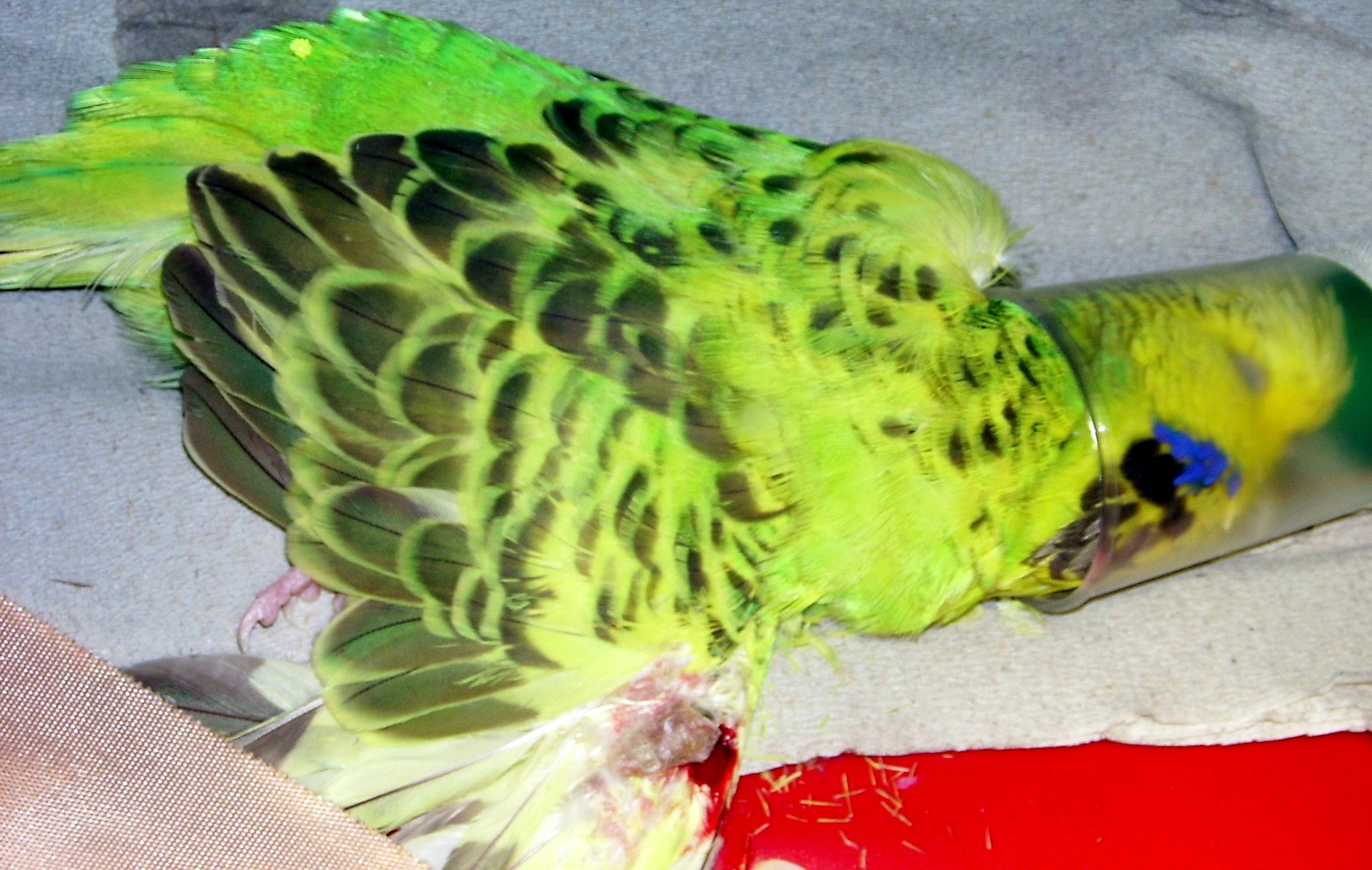
Federbalgzyste am rechten Flügel eines Wellensittichs, OP-Situs

Als Federbalgzyste wird eine Entwicklungsstörung bei der Bildung einer Feder bezeichnet. Dabei ist der Federschaft fehlgebildet und kann nicht die äußere Haut durchbrechen. Mit dem weiteren Wachstum der Feder im Federbalg kommt es zu deren Aufrollung oder zum Brechen der Feder, in dessen Folge sich käsiges Material im zystisch erweiterten Federbalg ansammelt. Die Federmissbildung kommt vor allem bei Farb- und Formkanarien und Wellensittichen, bevorzugt am Flügel vor. Vermutlich ist sie genetisch bedingt.
Die Behandlung erfolgt durch Eröffnung und Ausräumung der Zyste. Die Gefahr der Entstehung von Rezidiven an der gleichen Stelle oder von Federbalgzysten an anderer Stelle ist relativ hoch.